# 大衛·蒙納許
大衛‧蒙納許（英語：David Menasche，1973年8月1日—2014年11月20日）是一位美國教育家，也是佛罗里达州珊瑚礁高中的聯合創辦人之一。 
蒙納許在1997年获得佛羅里達國際大學的畢業证书后，便开始了在珊瑚礁高中的教学生涯。  在2006年秋天，他被诊断出腦中長有有高爾夫球大小的多形胶质母细胞瘤 ，明確指出其患有第四期脑癌。 在经历了三次手术，多次的化疗和30次的放射線治療後，他得以持續在珊瑚礁高中授課，直到2012年癫痫发作使雙眼的周围视力大大降低。迫使他放棄教学。 
在此之後，蒙納許拜訪了位於全美各地的他教過的學生，並出版了一本自傳《教室外的最後一堂課》。

## 著作
- Menasche, David. . Simon and Schuster. 2014. ISBN 9781476743448.